# کلوب صفر
کلوب صفر (انگلیسی: Club Zero) یک فیلم درام دلهره‌آور محصول ۲۰۲۳ به کارگردانی و تهیه‌کنندگی جسیکا هاسنر، بر اساس فیلمنامه‌ای از هاسنر و جرالدین باژارد است. میا واشیکوفسکا، متیو دومی، السا زیلبرشتاین، امیر المصری و سیسه بابد کنوسن در این فیلم به ایفای نقش پرداخته‌اند.
این فیلم نخستین نمایش جهانی خود را در جشنواره فیلم کن ۲۰۲۳ در ۲۲ می ۲۰۲۳ داشت.

## طرح داستان
یک معلم در یک مدرسهٔ نخبگان با پنج دانش‌آموز رابطه برقرار می‌کند، که چرخشی تکان‌دهنده به خود می‌گیرد.

## بازیگران
- میا واشیکوفسکا
- متیو دومی
- السا زیلبرشتاین
- امیر المصری
- سیسه بابد کنوسن
- کامیلا رادرفورد
- آماندا لارنس
- سام هور
- کیلی فورسیث
- لوکاس تورتور
- لوک بارکر
- ساموئل دی اندرسون
- فلورانس بیکر
- زنیا دورینت
- گوئن کرانت

## تولید
در فوریه ۲۰۲۲، اعلام شد که میا واشیکوفسکا به بازیگران این فیلم ملحق شده‌است و جسیکا هاسنر کارگردانی و تهیه‌کنندگی فیلمنامه‌ای از خودش و جرالدین باژارد را برعهده دارد. در اوت ۲۰۲۲، سیسه بابد کنوسن، امیر المصری، متیو دومی، السا زیلبرشتاین، لوک بارکر، آماندا لارنس، سام هور، کیلی فورسیث، لوکاس تورتور، کامیلا رادرفورد، ساموئل دی اندرسون و فلورانس باکرانت به جمع بازیگران این فیلم پیوست.
تصویربرداری اصلی در ۲۵ ژوئیه ۲۰۲۲ در آکسفورد آغاز شد.

## انتشار
کلوب صفر اولین نمایش جهانی خود را در جشنواره فیلم کن ۲۰۲۳ در ۲۲ می ۲۰۲۳ در رقابت نخل طلا داشت.